# Camillo Bregant
Pour les articles homonymes, voir Bregant.
Camillo Bregant (né le 24 juillet 1879 à Trieste, terres côtières, morte le 21 février 1956 à Arnfels  district de Leibnitz Sud Styrie) était Général de Division, commandant de l’ancien Styrie-Carinthie Régiment des Dragons No. 5  Nikolas I.Empereur de Russie et l'un des principaux officiers de l'armée autrichienne pendant la Première République. Son frère était le major-général Eugen Bregant. 

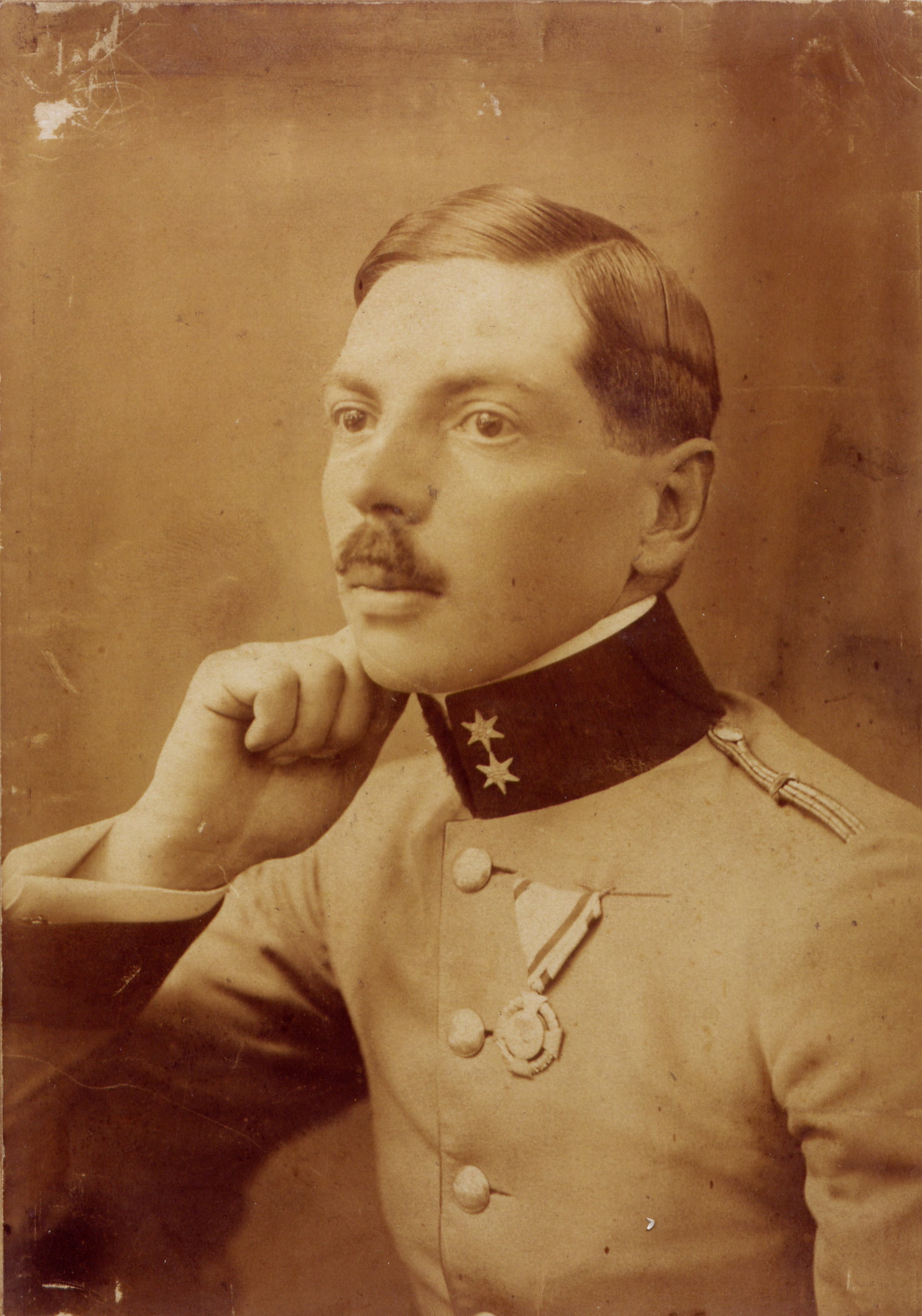
Camillo Bregant 1905

## Biographie

### Vie
Après son départ comme lieutenant dans l'armée impériale à l'École des cadets de l'infanterie à Marburg le 18 août 1899, Bregant est entré dans le régiment de Dragons No 5 du Tsar Nicolas Ier de Russie. Il est devenu l'un des plus grands propriétaires de chevaux de course et Jockey de la monarchie sur tous les anciens champs de courses. En 389 courses, il a atteint 164 fois la première place, 144 fois la deuxième place et 31 fois la troisième place. En plus du  revenu de 2400 couronnes d'un jeune lieutenant, ses prix en tant que cavalier lui ont permis d’avoir des revenus de 150.000 couronnes supérieur à la moyenne pour cette époque,.
En raison de ses capacités à mettre en évidence ses compétences en tant que cavalier, il a été instructeur à l’institut de cavalerie militaire de 1904 à 1906 et est allé en 1911 à l’école du corps des officiers de Vienne.

### batailles
Au cours de la Première Guerre mondiale, Bregant en tant que capitaine et chef du 4e escadron de régiment de dragons No 5, a pris part aux actions militaires suivantes :
- 1914 participation aux combats en Pologne, la bataille de Lemberg, le Siège de Przemyśl , la bataille dans les Carpates aussi bien qu’en Hongrie.
- 1915 bataille de Görlitz-Tarnow, en Galicie orientale, Trieste et sur le Dniestr.
- 1916 participation à la défense contre l'offensive de Broussilov.
- 1917, affecté au Régiment de la 4e division de cavalerie de son ancien commandant (1909), le lieutenant-général Otto Josef von Berndt (1865-1957).
- 1918 Traité de Brest-Litovsk avec la Russie soviétique et l'Ukraine. Le régiment a été retiré de la  frontière, déployé à Marburg, il est resté jusqu'en 1920 dans la caserne de cavalerie locale.
- 1920 En cette année, il a été dissous et les différentes parties déployées à Graz en mars. À Graz le 5e escadron de la première armée fédérale a été formé dans les grandes casernes de cavalerie dans Leonhard à partir des restes du régiment pour le moment.

Le 1er novembre 1918, il est devenu Major, il a été après 21,5 années de service incorporé dans l'armée de terre impériale autrichienne.En 1929, il était inspecteur de la cavalerie dans l’armée de terre autrichienne et commandant de caserne de la caserne de cavalerie à Graz.  1932 promu au grade de major général, il a été placé en 1934 en retraite temporaire (pour manque de fiabilité politique comme notoirement fidèle à l'Empereur). Dans l'armée allemande, il était dans la liste comme major général .
Après la Seconde Guerre mondiale et son départ à la retraite, Bregant était en tant que propriétaire de vignobles, président de la Société Nationale de cavalier de Styrie  et plus tard avec grand succès, mentor de cavaliers militaires autrichiens.
De 1920 à 1956, il a d'abord vécu avec sa famille dans la Leechgasse et à partir de 1928 Schumanngasse 27 dans le quartier Leonhard plus proche de la grande caserne de cavalerie à Graz.
Le 21 février 1956, il est mort pendant un voyage en bus dans le sud de la Styrie à Arnfels.

### Anecdotes
- Décembre 1914, le capitaine Bregant a repris personnellement les actions sur le terrain.

« avec mon pur-sang, Viribus Unitis, j’ai été vainqueur de 27 courses. C'était un sentiment indescriptible pour moi de savoir que j'étais assis sur les chevaux les plus rapides de l'ensemble du théâtre de la guerre. J'ai eu la garantie en sorte que même un escadron entier n'aurait pas été en mesure de me rattraper. »

- Septembre 1915 : le capitaine Bregant connut une désagréable aventure lors d’un voyage à Trieste. Dans la nuit noire- Trieste était complètement masqué en raison de raids aériens - il tomba dans un profond canal avec une grande digue, duquel il ne pouvait sortir. Des personnes passant par hasard ont été chercher de l'aide dans une maison d'hôtes à proximité, ont réussi à attacher des nappes ensemble et mort de fatigue, ont réussi à le libérer de cette situation[8].

### Récompenses
Hautement décoré de la croix du Mérite militaire de l'empire d'Autriche, classe II.et III. (1. attribué le 26 janvier 1915) décoration de guerre avec épées et la médaille du Mérite Militaire de bronze et d’argent avec ruban et de la Karl-Truppenkreuz quand Bregant est rentré de la guerre. Dans la Première République, obtient encore  la médaille commémorative des participants à la guerre mondiale de 1914-1918 avec les épées en or ainsi que la médaille d'argent pour services à la République (de I.) et la Croix de Chevalier.